# Явожина Шльонска
Явожѝна Шльо̀нска (на полски: Jaworzyna Śląska; на немски: Königszelt; на латински: Sycomoria Silesiana) е град в Югозападна Полша, Долносилезко войводство, Швиднишки окръг. Административен център е на градско-селската Явожинска община. Заема площ от 4,34 км2.

## Население
Според данни от полската Централна статистическа служба, към 31 декември 2014 г. населението на града възлиза на 5 191 души. Гъстотата е 1 196 души/км2.